# Park Narodowy Puurijärvi-Isosuo

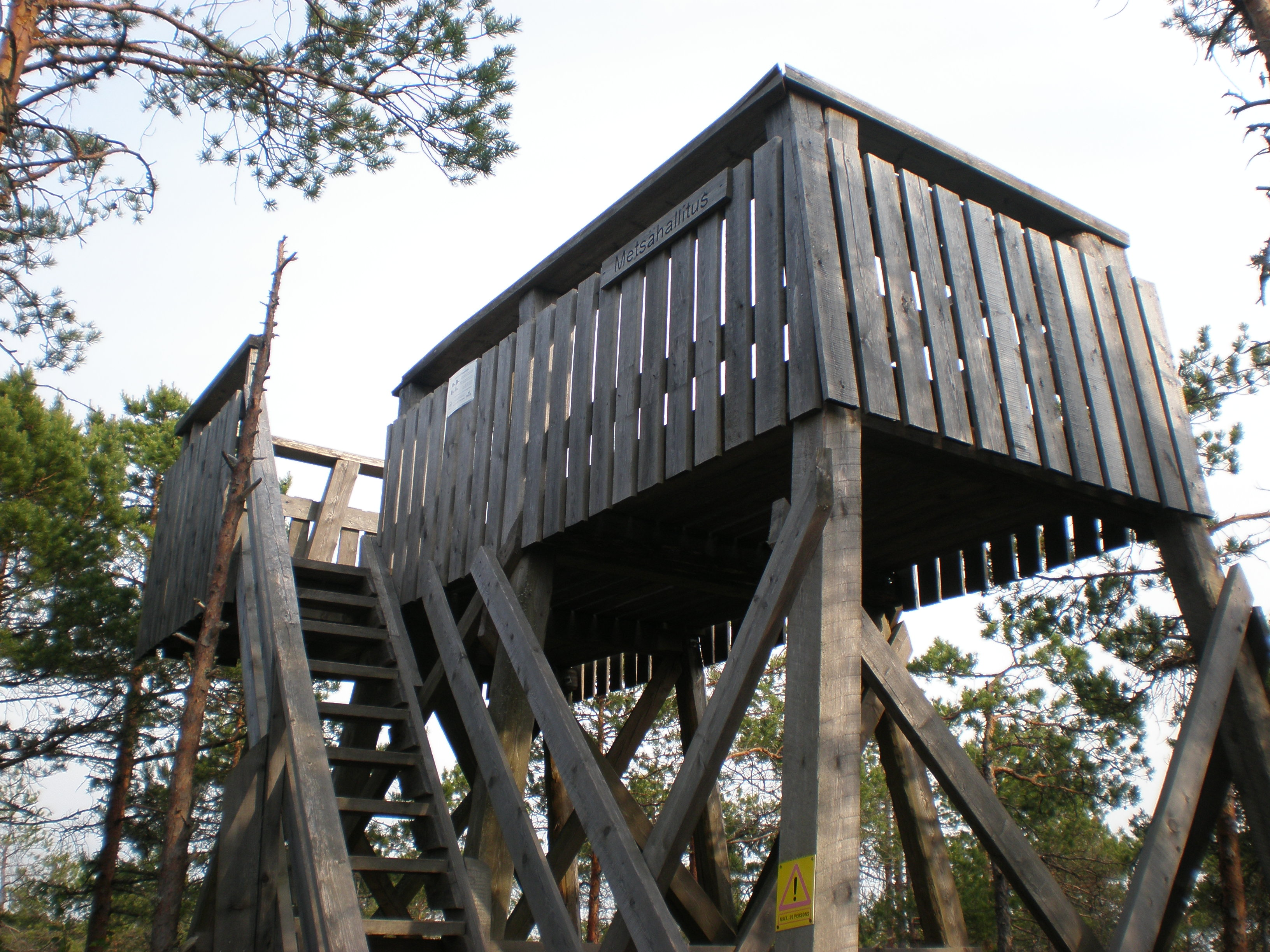
Wieża obserwacyjna

Park Narodowy Puurijärvi-Isosuo (fiń. Puurijärven ja Isosuon kansallispuisto) – park narodowy w Finlandii, w regionach Pirkanmaa i Satakunta. Leży na północ od drogi krajowej nr 2 (Helsinki – Pori) i na zachód od drogi nr 12 (Turku – Tampere). Został utworzony w 1993 roku na powierzchni 27 km². Zarządcą Parku Narodowego Puurijärvi-Isosuo, podobnie jak wszystkich pozostałych fińskich parków narodowych, jest państwowe przedsiębiorstwo Metsähallitus.

## Opis parku
Park Narodowy Puurijärvi-Isosuo obejmuje jezioro Puurijärvi o powierzchni około 4,5 km² oraz sąsiednie torfowiska o nazwach Isosuo, Ronkansuo, Korkeasuo, Kiettareensuo i Aronsuo.
Jezioro jest w znacznej części zarośnięte i znajdują się tu jedne z najliczniejszych w Finlandii siedlisk ptaków. Jeszcze w XVIII wieku jezioro miało czystą wodę i twarde dno, ale osuszanie pobliskich bagien i usuwanie progów rzecznych spowodowało obniżenie poziomu wody. Z racji tego, że Puurijärvi jest płytkie, tutejszy krajobraz w dużym stopniu zależy od poziomu wody – w czasie suszy widoczna tafla wody jest niewielka. Istnieje zagrożenie, że jezioro całkowicie zarośnie i zmieni się w bagno.
Bagna w parku narodowym należą do przybrzeżnej strefy fińskich torfowisk wysokich i zachowały się w stanie prawie nienaruszonym. Brzegi niektórych torfowisk zostały osuszone, zanim utworzono park narodowy, lecz przywrócono je do stanu naturalnego poprzez zablokowanie rowów odwadniających. Centralne rejony bagien wznoszą się kilka metrów wyżej niż obrzeża, gdzieniegdzie porastają je sosny. Wokół torfowisk rosną lasy.
Roślinność bagienna najpiękniej wygląda na początku lata, gdy kwitnie np. modrzewnica (Andromeda polifolia), bagno zwyczajne (Ledum palustre) i malina moroszka (Rubus chamaemorus). Obok wyłożonych deskami ścieżek dla turystów można dostrzec rośliny owadożerne: rosiczkę okrągłolistną (Drosera rotundifolia) i długolistną (Drosera longifolia).
Na logo Parku Narodowego Puurijärvi-Isosuo znajduje się grążel żółty i ważka czteroplama.

## Turystyka
Dla turystów wyznaczono dwukilometrową ścieżkę dydaktyczną na północ od torfowiska Isosuo oraz trasy spacerowe. W celu umożliwienia obserwacji licznych tutaj ptaków zbudowano wieże obserwacyjne; jedna z nich ma 18 m wysokości, może pomieścić około 50 osób i należy do największych w krajach skandynawskich.
Znaczne połacie parku narodowego są zamknięte dla zwiedzających w określonych porach roku. Po akwenach można pływać kajakiem. Zimą dozwolona jest jazda na nartach, choć nie ma oficjalnych tras.

## Fauna
Najliczniejszymi ptakami występującymi na torfowiskach parku narodowego są świergotek łąkowy (Anthus pratensis) i pliszka żółta (Motacilla flava). Gniazduje tam również wiele gatunków ptaków brodzących, takich jak siewka złota (Pluvialis apricaria) i łęczak (Tringa glareola). Na torfowisku Isosuo gniazduje dzierzba srokosz (Lanius excubitor) i nur rdzawoszyi (Gavia stellata). Podczas jesiennych i wiosennych wędrówek na bagnach odpoczywają ptaki brodzące, gęsi i żurawie (Grus grus).
Jezioro Puurijärvi jest ważnym miejscem postoju migrujących ptaków wodnych, takich jak gęsi zbożowe (Anser fabalis) i łabędzie krzykliwe (Cygnus cygnus). Około 35 gatunków ptaków gniazduje wokół jeziora i na okolicznych łąkach łęgowych, np. bąk (Botaurus stellaris), łabędź krzykliwy, błotniak stawowy (Circus aeruginosus) i rybitwa czarna (Chlidonias niger). Jezioro jest również ważnym miejscem żerowania dla ptaków drapieżnych gniazdujących w okolicy, takich jak rybołów (Pandion haliaetus), kobuz (Falco subbuteo) czy orzeł bielik (Haliaeetus albicilla).
Na terenie Parku Narodowego Puurijärvi-Isosuo stwierdzono istnienie 38 gatunków motyli i ciem oraz 24 gatunków ważek (np. zalotka białoczelna Leucorrhinia albifrons).